# 美孚洋行大樓
美孚洋行大樓是上海市的一座歷史建築，位於广东路102号，修建於1920年。這座建築現在是黃浦區中心醫院。1997年，美孚洋行大樓和附近的三菱洋行大樓共同列入上海市第三批優秀歷史建築名單。